# 14 mars
Pour les articles homonymes, voir Quatorze-Mars.
14 février 14 avril
Chronologies thématiques
- Croisades
- Ferroviaires
- Sports
- Disney
- Anarchisme
- Catholicisme

Abréviations / Voir aussi
- (° 1852) = né en 1852
- († 1885) = mort en 1885
- a.s. = calendrier julien
- n.s. = calendrier grégorien
- Calendrier
- Calendrier perpétuel
- Liste de calendriers
- Naissances du jour

Le 14 mars est le 73e jour, moins souvent le 74e, de l'année du calendrier grégorien ; il en reste ensuite 292.
C'était généralement le 24e jour du mois de ventôse dans le calendrier républicain / révolutionnaire français, officiellement dénommé jour de la pâquerette.
Le 14 mars est la journée de pi, d'après son écriture 3/14 en notation américaine in fine ci-après.

## Événements

### XIVesiècle
- 1369 : Bertrand du Guesclin remporte la victoire de Montiel dans le sud-est de la Castille sur une coalition pro-anglaise conduite par le Portugal et les partisans de Pierre Ier le Cruel (guerre de Cent Ans).

### XVesiècle
- 1440 : formation de la Ligue de Prusse à Marienwerder.
- 1484 : à Tours, en France, les états généraux, réunis depuis le 15 janvier, exposent un programme politique complet,  subsides au pouvoir royal en échange de libertés civiles et commerciales, rétablissement de la Pragmatique Sanction, indépendance des États provinciaux. Pour la première fois, les actes officiels des états contiennent les termes « tiers état » et « états généraux ».
- 1489 : la reine de Chypre, Catherine Cornaro, vend son royaume à la république de Venise.

### XVIesiècle
- 1516 : Charles Quint est couronné roi d'Espagne à la cathédrale Saints-Michel-et-Gudule de Bruxelles.
- 1556 : Ferdinand Ier prend le titre d'empereur germanique sans avoir été couronné par le pape.
- 1590 : bataille d'Ivry lors des guerres de religion, au cours de laquelle le futur roi de France Henri IV aurait lancé à ses camarades de combat l'apostrophe célèbre : « Ralliez-vous à mon panache blanc, vous le trouverez toujours au chemin de l'honneur et de la victoire ! ».

### XVIIesiècle
- 1647 :
  - mort du stathouder de la République des Provinces-Unies Frédéric-Henri de Nassau (Décès infra) auquel succède son fils Guillaume II d'Orange.
  - La France et la Suède signent le traité d'Ulm avec l'électeur de Bavière.

### XVIIIesiècle
- 1757 : John Byng est exécuté après son échec à la bataille de Minorque pendant la guerre de Sept Ans.
- 1793 : première bataille de Cholet, combat de Vannes et combat de Pluméliau, lors des insurrections paysannes contre la levée en masse, qui marquent le début de la guerre de Vendée.

### XIXesiècle
- 1801 : en Angleterre, n'ayant pu obtenir de George III l'entrée des catholiques irlandais au Parlement, William Pitt démissionne.
- 1891 :
  - unification de l'heure en France métropolitaine et en Algérie coloniale sur celle de Paris.
  - Lynchage à la Nouvelle-Orléans.

### XXesiècle
- 1910 : l'accident de Lakeview, un blowout, conduit à la libération de 9 millions de barils de pétrole brut pendant 18 mois.
- 1916 : lancement de l'expédition punitive contre Pancho Villa, à la suite de la bataille de Columbus.
- 1926 : lancement du paquebot Île-de-France, qui assurera son service entre 1927 et 1959.
- 1938 : Adolf Hitler entre à Vienne où il est acclamé par 200 000 Autrichiens.
- 1939 : la Slovaquie de Jozef Tiso proclame son indépendance, et devient un État satellite de l'Allemagne nazie.
- 1945 : première utilisation de la bombe Grand Slam contre le viaduc de Bielefeld.
- 1950 : résolution 80 à l'ONU, sur la question indo-pakistanaise.
- 1957 : l'EOKA propose de cesser ses activités terroristes à Chypre, si Mgr Makarios est remis en liberté.
- 1964 :
  - les régions françaises sont dotées d'un préfet de région.
  - à Dallas, Jack Ruby, l'assassin de Lee Harvey Oswald, lui-même meurtrier du président John F. Kennedy, est condamné à la chaise électrique. Le 24 novembre de l'année précédente, il l'avait abattu à bout portant au moment du transfert de celui-ci du quartier général de la police à une prison de Dallas. Ruby succombera au cancer le 3 janvier 1967 avant d'avoir subi un second procès.
- 1976 : le gouvernement français annonce le retrait du franc du Serpent monétaire européen.
- 1978 : l'armée israélienne pénètre au Liban pour entreprendre une vaste opération de destruction de bases palestiniennes, c'est l'opération Litani.
- 1984 : Gerry Adams, président du Sinn Féin, est gravement blessé par des paramilitaires de l'Ulster Freedom Fighters, pendant le conflit nord-irlandais.
- 1990 : Mikhaïl Gorbatchev est élu président de l'Union soviétique par le Congrès des députés du Peuple.
- 1991 :
  - l'émir Cheikh Jaber retourne au Koweït après sept mois d'exil en Arabie saoudite en raison de la guerre du Golfe.
  - Alexandre de Belgique épouse en secret Léa Wolman.
- 1993 : la première Constitution de l'Andorre est adoptée par référendum.
- 1998 : Sonia Gandhi, la veuve du Premier ministre indien assassiné Rajiv Gandhi, est nommée à la présidence du Parti du Congrès.

### XXIesiècle
- 2002 : sous l'égide de l'Union européenne, le Monténégro et la Serbie concluent un accord entraînant une restructuration radicale de l'ancienne République fédérale de Yougoslavie (RFY). L'alliance entre les deux républiques est préservée, dans le cadre d'une nouvelle entité officiellement rebaptisée Serbie-et-Monténégro.
- 2004 :
  - Vladimir Poutine est réélu président de Russie avec plus de 71 % des suffrages.
  - Le Parti socialiste ouvrier espagnol (PSOE), qui n'était pas donné favori avant les attaques du 11 mars précédent, s'impose face aux conservateurs du Parti populaire de José María Aznar aux élections législatives.
  - Le futur chef du gouvernement espagnol, José Luis Rodríguez Zapatero, annonce le retrait des troupes espagnoles d'Irak d'ici le 30 juin.
- 2005 : au Liban, plus d'un million de personnes manifestent dans les rues de Beyrouth pour protester contre l'assassinat du Premier ministre Rafiq Hariri le 14 février précédent, donnant naissance à l'« Alliance du 14-Mars » puis à un groupe parlementaire appelé « bloc du 14-Mars ».
- 2008 : les manifestations dégénèrent en émeutes au Tibet.

- 2010 :
  - premier tour des élections régionales en France.
  - libération de deux membres de l'ONG Triangle génération humanitaire, après 112 jours de captivité, par le groupuscule des Aigles de libération de l'Afrique.
- 2017 : le candidat "favori" en France pour l'élection présidentielle François Fillon est mis en examen pour détournement de fonds publics.
- 2025 : au Canada, Mark Carney (photo) devient Premier ministre[1].

## Art, culture et religion
- 1728 : Jean-Jacques Rousseau alors âgé de seize ans quitte à pied sa ville natale de Genève pour se rendre à Annecy chez la protestante émigrée de Suisse Madame de Warens à laquelle le curé de Confignon l'a adressé.
- 1800 : le pape Pie VII succède à Rome à Pie VI décédé en 1799.
- 1847 : première de Macbeth, drame lyrique en quatre actes de Giuseppe Verdi, au Théâtre de la Pergola de Florence.
- 1937 : promulgation de l'encyclique Dans ma poignante inquiétude du pape Pie XI, qui dénonce l'idéologie nazie et les pressions du régime hitlérien à l'encontre des catholiques allemands ainsi que les violations répétées du concordat.
- 1962 : inauguration du théâtre Mohammed-V à Rabat (Maroc), rebaptisé « théâtre national Mohammed-V » en 1973.
- 2005 : quasi 4 ans jour pour jour après leur précédent album, les Daft Punk sortent Human After All, dont sont issus les singles Robot Rock et Technologic.

## Sciences et techniques
- 1794 : Eli Whitney reçoit un brevet pour son Cotton gin.
- 1900 : le botaniste Hugo de Vries redécouvre aux Pays-Bas les lois de Gregor Mendel sur l'hérédité.
- 1970 : ouverture de l'Exposition universelle d'Osaka.
- 1986 :
  - la sonde spatiale européenne Giotto passe à 575 km de la comète de Halley (nuit du 13 au 14).
  - mise en service de la centrale nucléaire Superphénix à Creys-Malville.
- 1988 : un physicien américain organise le premier "Pi day" ci-après[2].
- 1995 : décollant du Kazakhstan, Norman E. Thagard est le premier Américain à participer à un vol orbital russe. Vladimir Dejourov et Guennadi Strekalov l'accompagnent pour cette première.
- 2000 : Bill Clinton et Tony Blair lancent un appel commun aux scientifiques du monde entier, pour un accès libre au génome humain.
- 2003 : inauguration du tunnel de l'Escaut occidental.
- 2016 : ExoMars TGO est lancé pour étudier la planète Mars dans le cadre du programme ExoMars.

## Économie et société
- 1903 : création du refuge faunique national de Pelican Island par le président américain Theodore Roosevelt.
- 1974 : en Argentine, la filiale d'Exxon verse 14,2 millions de dollars à l'ERP pour faire libérer son dirigeant Victor Samuelson.
- 1980 : crash d'un avion Iliouchine 62, de la compagnie LOT, à Varsovie, tue ses 87 passagers et membres d'équipage.
- 1983 : créée en 1960, l'OPEP réduit pour la première fois ses prix du pétrole, de 15 %.
- 2002 : sortie européenne de la console de jeux vidéo de Microsoft, la Xbox.
- 2003 : trois détenus considérés comme dangereux s'évadent par hélicoptère de la maison d'arrêt d'Aix-Luynes, près d'Aix-en-Provence (Bouches-du-Rhône).
- 2004 : le manège de Moscou est détruit par un incendie.

## Naissances

### XVesiècle
- 1407 (ou 15 mars) : Jacques Ier de Bade, margrave de Bade de 1431 à sa mort († 13 octobre 1453).

### XVIesiècle
- 1519 : Eustache Knobelsdorf, poète et humaniste de langue allemande († 11 juin 1571).
- 1576 : Éric de Lorraine, évêque de Verdun († 27 avril 1623).
- 1593 : Georges de La Tour, peintre lorrain († 30 janvier 1652).

### XVIIesiècle
- 1625 : Daniel Gittard, architecte français († 15 décembre 1686).
- 1652 : Bénédicte-Henriette du Palatinat, princesse allemande († 12 août 1730).
- 1664 : Silvio Stampiglia, poète et librettiste italien († 26 janvier 1725).
- 1665 : Philippe-Christophe de Kœnigsmark, officier supérieur de cavalerie de la cour de Hanovre, mort assassiné († 11 juillet 1694).
- 1666 : Jean Bouhier, religieux français, premier évêque de Dijon († 15 octobre 1744).
- 1669 : Pietro Priuli, cardinal italien († 22 janvier 1728).
- 1681 : Georg Philipp Telemann, compositeur allemand († 25 juin 1767).
- 1685 : Jacques Égide du Han, précepteur de Frédéric II de Prusse († 3 janvier 1746).
- 1692 : Pieter van Musschenbroek, physicien néerlandais († 19 septembre 1761).

### XVIIIesiècle
- 1709 : Gabriel Bonnot de Mably, philosophe français († 2 avril 1785).
- 1755 :
  - Pierre François Lataye, général de brigade français († 24 février 1827).
  - Michel Moreau-Grandmaison, révolutionnaire français, mort guillotiné à Paris († 16 décembre 1794).
- 1758 : Jean-Jacques Delusse, dessinateur et peintre français († 28 novembre 1833).
- 1767 : Gaspard François Forestier, général de brigade français († 24 avril 1832).
- 1771 : Louis Tirlet, général de division français († 29 novembre 1841).
- 1797 : Charles de Rémusat, homme politique, écrivain, philosophe et mémorialiste français († 6 juin 1875).
- 1800 : Théodore de Lagrené, homme politique et diplomate français († 26 janvier 1862).

### XIXesiècle
- 1804 : Johann Strauss père, compositeur autrichien († 25 septembre 1849).
- 1815 : Josephine Caroline Lang, compositrice de lied et chanteuse allemande de l'époque romantique († 2 décembre 1880).
- 1820 : Victor-Emmanuel II, roi d'Italie et de Sardaigne († 9 janvier 1878).
- 1821 : Eugène Imbert, poète, chansonnier, goguettier et historiographe des goguettes et de la chanson († 22 novembre 1898).
- 1823 : Théodore de Banville, écrivain français († 13 mars 1891).
- 1824 : Louis-Félix Chabaud, sculpteur, graveur et médailleur français († 25 avril 1902).
- 1835 :
  - Albert Babeau, historien français, spécialiste de la société sous l'Ancien Régime et de l'histoire de Troyes et de la Champagne († 1er janvier 1914).
  - Giovanni Schiaparelli, astronome italien († 4 juillet 1910).
- 1836 : Jules Joseph Lefebvre, peintre français († 24 février 1911).
- 1844 : Humbert Ier, roi d'Italie († 29 juillet 1900).
- 1847 : Frédéric Le Guyader, écrivain français († 24 novembre 1926).
- 1851 : John Sebastian Little, homme politique américain († 29 octobre 1916).
- 1852 : Louis-Alexandre Bottée, graveur en médailles français († 14 novembre 1940).
- 1853 : Ferdinand Hodler, peintre suisse († 19 mai 1918).
- 1854 : Paul Ehrlich, médecin allemand, prix Nobel de physiologie ou médecine 1908 († 20 août 1915).
- 1859 : Adolf Bertram, cardinal allemand, archevêque de Breslau († 6 juillet 1945).
- 1862 : Wilhelm Bjerknes, physicien norvégien († 9 avril 1951).
- 1865 : Filoteo Alberini, cinéaste italien († 12 avril 1937).
- 1869 : Algernon Blackwood, écrivain britannique († 10 décembre 1951).
- 1872 :
  - Léon Delagrange, pionnier français de l'aviation († 4 janvier 1910).
  - Emmanuel Signoret, poète et critique d'art français († 20 décembre 1900).
- 1876 : Lev Simonovich Berg, zoologiste et géographe russe († 24 décembre 1950).
- 1878 : Amélie Élie, prostituée française, connue sous le nom de « Casque d'or » († 6 avril 1933).
- 1879 :
  - Albert Einstein, physicien allemand naturalisé américain, prix Nobel de physique en 1921 († 18 avril 1955).
  - Louis Forton, dessinateur français († 15 février 1934).
  - Georges Petit, sculpteur et militant wallon († 28 décembre 1958).
- 1880 : Léonce Perret, comédien, metteur en scène, scénariste, réalisateur et producteur de cinéma français († 12 août 1935).
- 1882 : Wacław Sierpiński, mathématicien polonais († 21 octobre 1969).
- 1885 :
  - Jean Balde (Jeanne Marie Bernarde Alleman dite), écrivaine française († 8 mai 1938).
  - Raoul Gervais Lufbery, pilote américain de la Première Guerre mondiale († 19 mai 1918).
- 1886 : Firmin Lambot, coureur cycliste belge († 19 janvier 1964).
- 1887 : Sylvia Beach, éditrice américaine († 5 octobre 1962).
- 1888 : Marc-Aurèle Fortin, peintre québécois († 2 mars 1970).
- 1894 : Marie-Simone Capony, vice-doyenne européenne de l'humanité, décédée à l'âge de 113 ans († 15 septembre 2007).
- 1897 :
  - Pierre-Eugène Clairin, peintre, illustrateur, graveur et résistant français († 7 juillet 1980).
  - Maria Valtorta, mystique chrétienne († 12 octobre 1961).
- 1899 : Kenneth Colin Irving, homme d’affaires et industriel canadien, fondateur de l'entreprise Irving Oil († 13 décembre 1992).

### XXesiècle
- 1901 : Suzanne Burrier, doyenne des Français du 28 mai 2013 jusqu'à sa mort († 14 juillet 2013).
- 1903 :
  - Moustafa Barzani, homme politique irakien kurde († 1er mars 1979).
  - Ded Rysel, chansonnier et acteur français († 19 septembre 1975).
- 1905 : Raymond Aron, intellectuel français († 17 octobre 1983).
- 1907 : Georges Meuris, footballeur français († 8 septembre 1984).
- 1908 : Maurice Merleau-Ponty, philosophe français († 3 mai 1961).
- 1909 : André Pieyre de Mandiargues, auteur français († 13 décembre 1991).
- 1910 : Genzō Murakami, écrivain japonais († 3 avril 2006).
- 1911 :
  - Paule Castaing, cheffe cuisinière française († 9 août 2014).
  - Charles Cornell, communiste américain de tendance trotskiste († 1er janvier 1989).
  - Germano, footballeur brésilien († 9 juin 1977).
  - Muse Dalbray (Georgette Céline Corsin dite), actrice française († 29 janvier 1998).
  - Charles de Hepcée, aviateur et résistant belge († 27 juin 1944).
  - James Hill, officier britannique († 16 mars 2006).
  - József Kovács, athlète hongrois polyvalent spécialiste du sprint et des haies († 18 août 1990).
  - Borys Lewin, monteur et réalisateur français (date de décès non connue).
  - Karl Neckermann, athlète allemand, spécialiste des épreuves de sprint († 7 mars 1984).
  - Peter Randa (André Duquesne dit), écrivain français d'origine belge († 10 décembre 1979).
  - Pierre Sicaud, haut fonctionnaire français († 15 janvier 1998).
  - Akira Yoshizawa, origamiste japonais († 14 mars 2005).
- 1912 : Les Brown, musicien, chef d’orchestre et compositeur américain († 4 janvier 2001).
- 1914 :
  - Abdel-Kader Abbes, coureur cycliste français († à une date non connue, peut-être vers Blida en Algérie).
  - Lee Petty, pilote de course automobile américain († 5 avril 2000).
- 1915 :
  - Alexander Brott, violoniste, chef d’orchestre, compositeur et pédagogue canadien († 1er avril 2005).
  - Zulfiya (Zulfiya Isroilova dite), écrivaine ouzbek († 1er août 1996).
- 1916 : Horton Foote, écrivain américain († 4 mars 2009).
- 1917 : André Le Gall, acteur français († 25 juin 1974).
- 1920 :
  - Guy Ducoloné, homme politique français († 25 août 2008).
  - Émile Hincker, médecin et résistant français en Alsace pendant la Seconde Guerre mondiale († 10 juillet 1996).
  - Hank Ketcham, humoriste, peintre et dessinateur américain († 1er juin 2001).
  - Dorothy Tyler, athlète britannique spécialiste du saut en hauteur († 25 septembre 2014).
- 1921 :
  - Truett Cathy, homme d'affaires américain, fondateur de l'entreprise Chick-fil-A († 8 septembre 2014).
  - Robert Rollis, acteur français († 6 novembre 2007).
  - Colette Soulages (née Colette Marcelle Léonie Llaurens), ancienne étudiante aux Beaux-Arts, épouse puis veuve de Pierre Soulages[3].
- 1922 : Les Baxter, chef d’orchestre, arrangeur et compositeur américain († 15 janvier 1996).
- 1923 : Diane Arbus, photographe américaine († 26 juillet 1971).
- 1924 : Jacques Antoine, homme de télévision et de radio français, créateur d'émissions radiophoniques et de jeux télévisés († 14 septembre 2012).
- 1926 :
  - Nicolas Bataille, comédien et metteur en scène de théâtre français († 28 octobre 2008).
  - François Bédarida, historien français († 16 septembre 2001).
  - François Morel, pianiste, chef d’orchestre et compositeur québécois († 14 janvier 2018).
  - Phil Phillips (Philip Baptiste dit), chanteur et compositeur américain († 14 mars 2020).
  - Calixte Pianfetti, joueur de hockey sur glace français († 1er juillet 2008).
- 1927 : Philippe Lemaire, acteur français († 15 mars 2004).
- 1928 :
  - Frank Borman, astronaute américain.
  - Félix Rodríguez de la Fuente, naturaliste et réalisateur espagnol, pionnier de la défense de l'environnement († 14 mars 1980).
- 1929 : Werner Gustav Doehner (en), dernier survivant de la catastrophe du dirigeable allemand LZ 129 Hindenburg, en 1937, alors enfant (allemand, † 8 novembre 2019).
- 1930 :
  - Mohammed Khadda, peintre algérien († 4 mai 1991).
  - Dieter Schnebel, compositeur allemand († 20 mai 2018).
- 1931 :
  - Saïd Brahimi, footballeur franco-algérien († 27 décembre 1997).
  - Claude Teisseire, joueur de rugby à XIII international français, demi de mêlée ou de centre, puis entraîneur et arbitre.
- 1932 :
  - Philippe Alexandre, journaliste français († 31 octobre 2022).
  - Norval Morrisseau, artiste amérindien canadien († 4 décembre 2007).
- 1933 :
  - Michael Caine, acteur et producteur britannique.
  - Quincy Jones, musicien américain.
  - Georges Lamia, footballeur français. († 10 mars 2014).
- 1934 :
  - Eugene Cernan, astronaute américain († 16 janvier 2017).
  - Shirley Scott, musicienne américaine († 10 mars 2002).
  - Dionigi Tettamanzi, cardinal italien, archevêque de Milan († 5 août 2017).
- 1936 :
  - Bob Charles, golfeur néo-zélandais.
  - Maryan Synakowski, footballeur français d'origine polonaise.
- 1938 : Arezki Rabah, acteur algérien († 13 janvier 2017).
- 1939 :
  - Bertrand Blier, réalisateur français.
  - Yves Boisset, réalisateur français.
  - William B. Lenoir, astronaute américain († 28 août 2010).
- 1941 :
  - Sir Michael Berry, physicien théoricien britannique.
  - James R. Clapper, général et directeur de service de renseignement américain.
  - Wolfgang Petersen, réalisateur allemand.
- 1942 :
  - Serge Lutens, artiste français, photographe et cinéaste, architecte de la mode, créateur de parfums.
  - Rita Tushingham, actrice britannique.
- 1943 :
  - Jean-Pierre Le Dantec, écrivain français.
  - Bernd Patzke, footballeur allemand.
  - Cosimo Pinto, boxeur italien.
- 1944 : Boris Brott, violoniste, chef d'orchestre et pédagogue canadien.
- 1945 :
  - Michael Martin Murphey, chanteur et compositeur de musique country américain.
  - Walter Parazaider (en), musicien américain du groupe Chicago.
- 1946 :
  - José Guilherme Baldocchi, footballeur brésilien.
  - Steve Kanaly, acteur américain.
  - Wes Unseld (Westley Sissel Unseld Sr dit), basketteur américain.
- 1947 : Jean-François Vilar, écrivain français († 16 novembre 2014).
- 1948 : Billy Crystal, acteur, réalisateur, scénariste et producteur de cinéma américain.
- 1950 :
  - Rick Dees, disc jockey et fantaisiste américain.
  - Joëlle Guillaud, actrice française († 6 mars 1992).
  - Galina Kreft, kayakiste soviétique, championne olympique († 24 février 2005).
- 1951 :
  - Serge Molitor, journaliste de radio et de télévision luxembourgeois, ayant exercé en France.
  - Johan Sauwens, homme politique belge flamand.
  - Fernando Viola, joueur de football italien († 5 février 2001).
- 1952 : Zoya Ivanova, athlète kazakhe spécialiste du marathon.
- 1953 : Shigeko Hirakawa, artiste plasticienne japonaise.
- 1954 : Tamara Lazakovitch, gymnaste soviétique († 1er novembre 1992).
- 1956 : Tessa Sanderson, athlète britannique spécialisée dans le lancer du javelot et l'heptathlon.
- 1957 :
  - Franco Frattini, homme politique italien.
  - Pasquale Passarelli, lutteur allemand, champion olympique.
- 1958 :
  - Olivier Delorme, écrivain français.
  - Bruno Dumont, réalisateur et scénariste français.
  - Albert de Monaco, prince souverain de Monaco.
- 1959 :
  - Patrick Dupond, danseur étoile de ballet et chorégraphe français († 5 mars 2021).
  - Tamara Tunie, actrice afro-américaine.
- 1960 :
  - Bruno Heubi, athlète français spécialiste des courses de grand fond.
  - Bernard Podvin, prélat catholique français.
  - Kirby Puckett, joueur américain de baseball († 6 mars 2006).
- 1962 :
  - Bruno Bellone, footballeur français.
  - Tsvetanka Hristova, athlète bulgare spécialiste du lancer du disque († 14 novembre 2008).
- 1963 : Pedro Duque, spationaute espagnol.
- 1964 : Michel Champredon, homme politique français.
- 1965 :
  - Kevin Brown, joueur de baseball américain.
  - Aamir Khan, acteur et producteur indien.
- 1966 : Raul Midón, chanteur, auteur-compositeur et guitariste américain.
- 1967 :
  - Pablo Correa, footballeur uruguayen.
  - Michael Fincke, astronaute américain.
  - Philippe Poutou, militant politique et syndicaliste français, candidat aux élections présidentielles françaises de 2012, 2017 et 2022.
- 1968 :
  - Megan Follows, actrice canadienne.
  - Olaf Henning, chanteur de schlager allemand.
- 1969 : Larry Johnson, joueur de basket-ball américain.
- 1970 :
  - Véronique Hivon, avocate et femme politique québécoise.
  - Vinia Mojica (en), chanteuse américaine de hip hop (avec le groupe français "Alliance Ethnik" sur le tube "Respect").
  - Aleksandr Beketov, épéiste russe, champion olympique.
- 1973 :
  - Daniel Fernandes, judoka français.
  - Mohamed Messaoudi, handballeur tunisien.
- 1974:
  - Gonzalo Longo, joueur de rugby à XV argentin.
  - Grace Park, actrice et mannequin américano-canadienne.
  - Patrick Traverse, joueur de hockey sur glace québécois.
- 1975 :
  - Abd al Malik, rappeur et slammeur français.
  - Dmitri Markov, athlète australien, spécialiste du saut à la perche.
  - Johan Paulik, acteur pornographique slovaque.
- 1976 : Phil Vickery, joueur de rugby à XV international anglais.
- 1977 :
  - Aki Hoshino, top modèle japonaise.
  - Naoki Matsuda, footballeur japonais.
  - Yoshio Sawai, mangaka japonais.
- 1978 : Pieter van den Hoogenband, nageur néerlandais.
- 1979 :
  - Nicolas Anelka, footballeur français.
  - Chris Klein, acteur américain.
  - Santino Marella, catcheur professionnel canadien.
  - Gao Ling, joueuse chinoise de badminton, double championne olympique.
- 1980 :
  - Érik Boisse, escrimeur français, champion olympique.
  - Mercedes McNab, actrice canadienne.
- 1982 : François Sterchele, footballeur belge († 8 mai 2008).
- 1983 :
  - Boris Elisabeth-Mesnager, basketteur français.
  - Taylor Hanson, chanteur et musicien américain.
  - Vitaa (Charlotte Gonin dite), chanteuse française.
  - Bakhtiyar Artayev, boxeur kazakh, champion olympique.
- 1984 : Taj Gray, joueur de basket-ball professionnel américain.
- 1985 :
  - Eva Angelina, actrice pornographique américaine.
  - Jessica Samuelsson, athlète suédoise spécialiste de l’heptathlon.
- 1986 :
  - Jamie Bell, acteur britannique.
  - Matthias Bieber, hockeyeur suisse.
- 1987 :
  - Emji, est une auteure-compositrice-interprète française.
  - Aravane Rezaï, joueuse de tennis française d'origine iranienne.
- 1988 :
  - Stephen Curry, basketteur américain.
  - Willem de Beer, athlète sud-africain spécialiste du 400 mètres.
  - Sasha Grey, mannequin et actrice de films pornographiques américaine.
- 1989 :
  - Kevin Lacroix, pilote automobile québécois.
  - Colby O'Donis, chanteur de R'n'B américain.
- 1991 :
  - Stéphanie Barré, karatéka française.
  - Emir Bekrić, athlète serbe, spécialiste du 400 mètres haies.
- 1993 :
  - Joshua Buatsi, boxeur britannique.
  - Bárbara Latorre, footballeuse espagnole.
- 1997 : Simone Biles, gymnaste artistique américaine plusieurs fois championne dont olympique.

- 2000 : Marsel Ismailgeci, footballeur albanais
- 2005: Gianni Matheja, producteur de vidéos allemand

## Décès

### IVesiècle
- 388 : Cynegius Maternus, haut fonctionnaire romain (° inconnue).

### IXesiècle
- 840 : Éginhard, personnalité intellectuelle, artistique et politique de l'époque carolingienne, auteur de la première biographie de Charlemagne (° v. 770).

### Xesiècle
- 968 : Mathilde de Ringelheim, épouse du duc de Saxe, le futur Henri l'Oiseleur, roi de Francie orientale, et mère d'Otton I (°C. 895 / 896).

### XIIIesiècle
- 1272 : Enzio, roi de Sardaigne, écrivain, poète (° v. 1224).

### XVesiècle
- 1457 : Jingtai, empereur de Chine (° 21 septembre 1428).
- 1471 : sir Thomas Malory, écrivain anglais, qui a rassemblé l'ensemble de la légende galloise du roi Arthur (° 1405).

### XVIesiècle
- 1571 : Jean II de Hongrie, roi de Hongrie et prince de Transylvanie de 1559 à sa mort (° 1540).

### XVIIesiècle
- 1603 : Ulrich de Mecklembourg-Güstrow, duc de Mecklembourg-Güstrow (° 5 mars 1527).
- 1647 : Frédéric-Henri de Nassau, stathouder de la République des Provinces-Unies (° 29 janvier 1584).
- 1648 : Ferdinando Fairfax, général et parlementaire anglais (° 29 mars 1584).
- 1651 : René de Rieux, évêque de Léon, premier abbé commendataire de Daoulas de 1600 à 1651 (° 1588).
- 1680 : René Le Bossu, critique français (° 16 mars 1631).
- 1682 : Jacob Van Ruysdael, peintre hollandais (°C. 1628).
- 1696 : Jean Domat, juriste français (° 30 novembre 1625).
- 1700 : Henry Killigrew, dramaturge anglais (° 11 février 1613).

### XVIIIesiècle
- 1710 : Michel Bégon, administrateur et officier français (° 25 décembre 1638).
- 1754 : Pierre-Claude Nivelle de La Chaussée, auteur dramatique français (° 14 février 1692).
- 1757 : John Byng, amiral britannique (° 29 octobre 1704).

### XIXesiècle
- 1805 : Charles Romme, géomètre français (° 8 décembre 1745).
- 1819 : Charles Philibert Gabriel Le Clerc de Juigné, militaire et parlementaire français des XVIIIe et XIXe siècles (30 septembre 1762).
- 1823 : Charles François Dumouriez, général français (° 26 janvier 1739).
- 1826 : Julie Bournonville, danseuse française (° 14 décembre 1748).
- 1840 : Armand Charles Guilleminot, général français de la Révolution et de l’Empire, pair de France et ambassadeur († 2 mars 1774).
- 1867 : William Price, industriel et homme politique canadien (° 17 septembre 1789).
- 1879 : Jean-Baptiste Auguste Digard de Lousta, historien et poète français (° 19 décembre 1813).
- 1880 : Pagan Min, ancien roi de Birmanie, détrôné en 1853 (° 21 juin 1811).
- 1883 : Karl Marx, sociologue, économiste, philosophe, écrivain et théoricien allemand (° 5 mai 1818).
- 1889 : Enrico Tamberlick, ténor italien (° 16 mars 1820).
- 1896 : Marius Bourrelly, poète et dramaturge français (° 2 février 1820).

### XXesiècle
- 1901 : Urbain Dubois, cuisinier français connu surtout pour ses ouvrages sur l'art culinaire (° 26 mai 1818).
- 1903 : Ernest Legouvé, écrivain français, dramaturge, poète, moraliste, défenseur des droits des femmes et critique (° 15 février 1807).
- 1920 : Nikolaï Korotkov, chirurgien vasculaire russe puis soviétique (° 13 février 1874).
- 1931 : Ida Husted Harper, féministe, auteur et journaliste américaine (° 18 février 1851).
- 1932 : George Eastman, industriel et inventeur américain (° 12 juillet 1854).
- 1933 : Balto, chien d'attelage ayant réalisé les 50 derniers km de la course au sérum de 1925, sauveur de Nome (° 1919).
- 1951 :
  - Gwilherm Berthou Kerverziou, poète militant d'extrême-droite du mouvement breton (° 10 mai 1908).
  - Val Lewton, producteur et scénariste américain (° 7 mai 1904).
- 1955 : Jenő Fuchs, escrimeur hongrois pratiquant le sabre (° 29 octobre 1882).
- 1958 : Alexandre Tuffèri, athlète franco–grec spécialiste du triple saut et du saut en longueur (° 8 juin 1876).
- 1965 : Ernest Gravier, footballeur français (° 26 août 1892).
- 1966 : Marius Hubert-Robert, artiste peintre orientaliste français (° 10 juin 1885).
- 1968 :
  - Josef Harpe, général allemand de la Seconde Guerre mondiale (° 21 septembre 1887).
  - Erwin Panofsky, historien de l'art et essayiste germano-américain (° 30 mars 1892).
- 1971 : Jean-Pierre Monseré, coureur cycliste belge (° 8 septembre 1948).
- 1973 : Chic Young (Murat Bernard Young dit), auteur de bandes-dessinées américain (° 9 janvier 1901).
- 1975 : Susan Hayward (Edythe Marrenner dite), actrice américaine (° 30 juin 1917).
- 1976 :
  - Busby Berkeley (William Berkeley Enos dit), réalisateur américain (° 29 novembre 1895).
  - Thérèse Dorny, actrice française, veuve du peintre André Dunoyer de Segonzac (° 18 septembre 1891).
- 1980 :
  - Henri Bellivier, coureur cycliste français (° 6 juin 1890).
  - Félix Rodríguez de la Fuente, naturaliste et réalisateur espagnol, pionnier de la défense de l'environnement (° 14 mars 1928).
- 1983 : Maurice Ronet, acteur français (° 13 avril 1927).
- 1984 : Maurice Beaupré, acteur québécois (° 17 novembre 1907).
- 1988 :
  - Raymond Laplante, journaliste et présentateur de nouvelles québécois (° 11 novembre 1917).
  - Éva Senécal, poète québécoise (° 20 avril 1905).
- 1989 :
  - Edward Abbey, écrivain, essayiste et militant écologiste américain (° 29 janvier 1927).
  - Zita de Habsbourg, impératrice d'Autriche, princesse de Bourbon-Parme, veuve du dernier empereur Charles Ier (° 9 mai 1892).
- 1991 :
  - Howard Ashman, parolier américain (° 3 mai 1950).
  - Robert Busnel, basketteur, puis entraîneur français (° 14 septembre 1914).
  - Doc Pomus (Jerome Solon Felder dit), parolier américain (° 27 juin 1925).
- 1992 : Jean Poiret, acteur, réalisateur et scénariste français, auteur de La Cage aux folles (° 17 août 1926).
- 1994 : Serge Blusson, coureur cycliste français, médaillé d'or olympique en 1948 (° 7 mai 1928).
- 1995 : William Alfred Fowler, physicien américain, prix Nobel de physique 1983 (° 9 août 1911).
- 1997 :
  - Jurek Becker, écrivain allemand (° 30 septembre 1937).
  - Ivan Romanoff (en), chef d’orchestre et violoniste canadien (° 8 mars 1914).
  - Fred Zinnemann, réalisateur et producteur américain (° 29 avril 1907).
- 1999 :
  - Habib Achour, syndicaliste tunisien (° 25 février 1913).
  - Kirk Alyn, acteur américain (° 8 octobre 1910).
- 2000 : C. Jérôme (Claude Dhotel dit), chanteur français (° 21 décembre 1946).

### XXIesiècle
- 2001 :
  - Jean Besré, acteur québécois (° 22 juin 1936).
  - Rosine Deréan, actrice française, première épouse de Claude Dauphin (° 23 février 1910).
- 2003 : Jean-Luc Lagardère, industriel et patron de presse français (° 10 février 1928).
- 2004 : René Laloux, réalisateur français de films d'animation (° 13 juillet 1929).
- 2005 :
  - Pierre Bonnassie, historien français (° 24 novembre 1932).
  - Pierre Satgé, pédiatre français (° 15 janvier 1913).
  - Akira Yoshizawa, origamiste japonais (° 14 mars 1911).
- 2006 : Lennart Meri, ancien président estonien (° 29 mars 1929).
- 2007 :
  - Lucie Aubrac, résistante française (° 29 juin 1912).
  - Roger Beaufrand, coureur cycliste français, médaillé d'or olympique en 1928 (° 25 septembre 1908).
  - Saadun Hammadi, homme politique irakien, Premier ministre en 1991 (° 22 juin 1930).
  - Gareth Hunt, acteur britannique (° 7 février 1942).
  - Nicole Stephane (née Nicole de Rothschild), actrice, productrice et réalisatrice française (° 27 mai 1923).
- 2009 :
  - Alain Bashung, auteur-compositeur-interprète français (° 1er décembre 1947).
  - Édith Bongo, épouse du président gabonais Omar Bongo (° 10 mars 1964).
  - Yann Brekilien, écrivain, historien, résistant et magistrat breton (° 11 décembre 1920).
  - Millard Kaufman, écrivain et scénariste américain (° 12 mars 1917).
- 2010 :
  - Peter Graves, acteur et réalisateur américain, ayant joué dans la série Mission impossible (° 18 mars 1926).
  - Georges Kleinmann, animateur à la Télévision suisse romande, journaliste, écrivain, et producteur suisse (° août 1930).
  - Janet Simpson, athlète britannique spécialiste du relais 4 × 100 m (° 2 septembre 1944).
- 2011 :
  - Leslie Collier (en), virologue britannique (° 9 février 1921).
  - Jülide Gülizar, journaliste et présentatrice de journal turque (° 1929).
  - Eduard Gushchin, athlète soviétique spécialiste du lancer du poids (° 27 juillet 1940).
  - Big Jack Johnson, guitariste et chanteur américain de blues (° 30 juillet 1940).
- 2012 :
  - Pierre Schœndœrffer, réalisateur, écrivain et académicien français ès beaux-arts (° 5 mai 1928).
  - Ċensu Tabone, homme politique maltais, quatrième président de la République de Malte, de 1989 à 1994 (° 30 mars 1913).
- 2013 : Paul Rose, militant indépendantiste québécois du FLQ (° 16 octobre 1943).
- 2014 : Hans Fogh, athlète de voile canadien d'origine danoise (° 8 mars 1938).
- 2016 : Michel Valette, auteur, chanteur, dessinateur et écrivain français, créateur du Cabaret La Colombe (° 14 juin 1928).
- 2018 :
  - Marielle Franco, femme politique et militante des droits de l'homme brésilienne (° 27 juillet 1979).
  - Stephen Hawking, physicien théoricien et cosmologiste britannique (° 8 janvier 1942).
- 2019 : Philippe Mohlitz (Émile Philippe Magaudoux dit), graveur français (° 7 mars 1941).
- 2020 : Phil Phillips (Philip Baptiste dit), chanteur et compositeur américain (° 14 mars 1926).
- 2021 :
  - Aurora Cornu, actrice, cinéaste, écrivaine, poétesse et traductrice roumaine (° 6 décembre 1931).
  - Jean-Louis Coustillet, joueur puis entraîneur français de football (° 7 janvier 1943).
  - Frankie de la Cruz, lanceur dominicain de baseball (° 12 mars 1984).
  - Ray Cullen, hockeyeur sur glace canadien (° 20 septembre 1941).
  - Henry Darrow, acteur américain (° 15 septembre 1933).
  - Jean Frydman, homme politique et résistant français (° 26 juin 1925).
  - Helena Fuchsová, athlète tchèque (° 3 juin 1965).
  - Thione Seck, chanteur sénégalais (° 12 mars 1955).
  - Jean-Jacques Viton, poète français (° 24 mai 1933).
- 2024 :
  - Micheline Attoun, directrice de théâtre française (° 11 octobre 1936).
  - David Breashears, réalisateur et alpiniste américain (° 20 décembre 1955).
  - Lamara Chkonia, soprano soviétique puis géorgienne (° 27 décembre 1930).
  - Frank Darcel, écrivain, musicien et producteur de musique français (° 26 septembre 1958).
  - Byron Janis, pianiste classique américain (° 24 mars 1928).
  - Jean-Pierre Marty, pianiste et un chef d'orchestre français (° 12 octobre 1932).
  - Angela McCluskey, auteure-compositrice-interprète écossaise (° 28 février 1960).
- 2025 :
  - Claude Dhinnin, homme politique français (° 11 septembre 1934).
  - Peter Hric, coureur cycliste tchécoslovaque puis slovaque (° 17 juin 1965).
  - Jean-Pierre Plet, footballeur français (° 26 février 1945).
  - Alan K. Simpson, homme politique américain (° 2 septembre 1931).
  - Dag Solstad, écrivain norvégien (° 16 juillet 1941).

## Célébrations

Constante de pi

### Internationale
- Journée de pi depuis 1988, 3.14 étant une formulation anglo-saxonne pour le 14 mars, avec approximation à deux décimales du nombre pi.
- Journée internationale des mathématiques depuis 2020.

### Nationales
- Albanie : dita e verës / fête du printemps[4].
- Andorre : dia de la Constitució / jour de la Constitution commémorant le référendum qui a approuvé la Constitution d'Andorre de 1993.
- Corée du Sud, Japon (ホワイトデ ー, howaito dee), Taïwan : white day / jour blanc, les hommes y faisant un cadeau en retour à leurs femmes ou petites amies un mois après la saint-Valentin.
- Estonie : Emakeelepäev (et) / jour de la langue maternelle.
- Saint-Vincent-et-les-Grenadines : national heroes day / journée nationale des héros[5].

### Religieuses
- Fêtes religieuses romaines du second jour annuel d'Equiria / Equirria après le 27 février, en l'honneur du dieu de la guerre Mars (l'Arès grec etc.) : recensement de conscrits et recrues sur les "Champs-de-Mars" des cités romaines avant la reprise des combats de campagnes militaires, en général avec le printemps d'où le nom du mois de « mars » presque en ses « ides ») ; courses de chevaux (du latin "equus" expliquant le nom de ces opérations), organisées concomitamment sur le Champ / campus.
- Bahaïsme : treizième jour du mois de l'élévation (‘alá’') consacré au jeûne dans le calendrier badí‘.
- Sikhisme : nouvel an (1 chet) dans le calendrier Nanakshahi (panjābī : ਨਾਨਕਸ਼ਾਹੀ, nānakashāhī).

### Saints des Églises chrétiennes

#### Saints catholiques et orthodoxes du jour
Saints catholiques et orthodoxes du jour :
- Alexandre de Pydna († 309), martyr à Pydna.
- Aphrodise et Pierre († Ve siècle), martyrs en Afrique.
- Boniface de Ross (en) († VIIe siècle) ou Curetan, évêque de Ross.
- Diacre († VIe siècle), martyr.
- Euschemon († IXe siècle), évêque de Lampsaque.
- Eutyche († 741) et ses compagnons, martyrs à Carrhes.
- Lazare de Milan (it) († 449), évêque de Milan.
- Léon († IVe siècle), évêque et martyr.
- Lubin de Chartres († vers 557), évêque de Chartres.
- Mathilde de Ringelheim († 968), reine de Germanie, fondatrice puis abbesse de l'abbaye de Quedlinbourg.
- Talmach († VIIe siècle), Abbé.

#### Saints et bienheureux catholiques du jour
Saints et bienheureux catholiques du jour :
- Arnaud Cataneo († 1255), bienheureux bénédictin italien - fêté aussi le 10 février.
- Dominique Jorjes († 1619), bienheureux laïc portugais mort martyr.
- Ève de Saint-Martin († 1266), bienheureuse béguine recluse de la principauté de Liège.
- Jacques Cusmano († 1896), bienheureux prêtre italien fondateur des servantes des Pauvres et des serviteurs des Pauvres.
- Jean Barastre († 1275), bienheureux abbé français.
- Odo de Canterbury († XIIe siècle), bienheureux abbé.
- Pauline de Schwarzbourg (ou de Thuringe, † 1107), sainte princesse allemande fondatrice du monastère de Paulinzelle.

#### Saints orthodoxes du jour (aux dates parfois"juliennes"/ orientales)
Saints orthodoxes du jour outre les saints œcuméniques voire pré-schismatiques ci-avant...
- Théognoste de Kiev († 1353), métropolite.

#### Saints coptes du jour
- Manfas Qeddus (XIVe-XVe), ermite itinérant.

### Prénoms du jour
Bonne fête aux Mathilde et ses variantes : Mahaud, Mahauld, Mahaut, Maheut, Mathilda, Matilda, Maud, Maude, Anne-Maud(e).
Et aussi aux :
- Arnaud et ses variantes : Arnaldo, Arnauld, Arnault, Arnaut, Arno, Arnold, Arnoud, Arnoul, Arnould, Arnoult, ainsi que la forme féminine Arnaude (voir 10 février).
- Aux Ève et ses variantes : Eva, Ève-Laure, Ève-Lise, Évelise, Èvelyse, Ève-Marie, Évie, Hava, Hawa, Heva, Marie-Ève etc.
- Aux Lubin.

## Traditions et superstitions

### Dictons
- « Chèvrefeuille planté à Sainte-Mathilde, fleurit dès Sainte-Clotilde [2 juin]. »[8]
- « De Saint-Thomas [7 mars] à la Sainte-Mathilde, le temps est à la neige, souvent. »[9] (dicton valable en particulier lors du petit âge glaciaire)
- « Pluie de Sainte-Mahaut n'est jamais trop. »[10] (dicton alsacien)

### Astrologie
- Signe du zodiaque : 24e jour du signe astrologique des Poissons (25e en cas d'année bissextile).